# クリスティアン・ギュンター
クリスティアン・ギュンター（Christian Günter、1993年2月28日 - ）は、ドイツ・バーデン＝ヴュルテンベルク州フィリンゲン＝シュヴェニンゲン出身のプロサッカー選手。ブンデスリーガ・SCフライブルク所属。ドイツ代表。ポジションはディフェンダー。

## 経歴

### クラブ
13歳の時にSCフライブルクのアカデミーに入団。2012-13シーズンにトップチームに昇格し、2012年12月8日のSpVggグロイター・フュルト戦でトップチームデビューを果たした。
2014年11月8日、ブンデスリーガのシャルケ04戦でプロ初ゴールを決めた。

### 代表
2014年5月13日のポーランド戦でA代表デビュー。その後は長らく代表から遠ざかっていたが、2021年5月にUEFA EURO 2020に臨むメンバーに選出された。同年6月2日、デンマークとの親善試合で代表2キャップ目を刻んだ。

## 代表歴

### 出場大会
- ドイツ代表
  - 2022 FIFAワールドカップ

### 試合数
- 国際Aマッチ 8試合 0得点（2014年-）[4]

| ドイツ代表 | 国際Aマッチ | 国際Aマッチ |
| 年         | 出場        | 得点        |
| ---------- | ----------- | ----------- |
| 2014       | 1           | 0           |
| 2015       | 0           | 0           |
| 2016       | 0           | 0           |
| 2017       | 0           | 0           |
| 2018       | 0           | 0           |
| 2019       | 0           | 0           |
| 2020       | 0           | 0           |
| 2021       | 3           | 0           |
| 2022       | 3           | 0           |
| 2023       | 1           | 0           |
| 通算       | 8           | 0           |